# Purpurtange
Die Purpurtange (Porphyra), auch Porphyrtange genannt, sind eine Gattung der Rotalgen in der Ordnung der Bangiales. Sie sind weltweit an den Meeresküsten verbreitet und werden in großem Umfang als Nahrungsmittel und auch in der Kosmetikindustrie genutzt.

## Beschreibung
Die Purpurtange besitzen einen blattartig-flachen, häutigen Thallus, der violett, purpurrot, rotbraun oder grünlich-violett bis schwarzoliv gefärbt ist. Er besteht meist aus nur einer Zellschicht (selten zwei Schichten). Die Form des Thalluslappens ist unterschiedlich und reicht von rundlich bis linealisch, die Größe von einigen Millimetern bis zu drei Metern. Die Thallusfläche ist etwas schlüpfrig, der Rand ist meist glatt, oft wellig-faltig oder stark zerknittert. Am Untergrund ist der Tang mit einer Haftscheibe befestigt, woraus der Lappen direkt oder mit einem kurzen Stielchen entspringt.

## Entwicklungszyklus

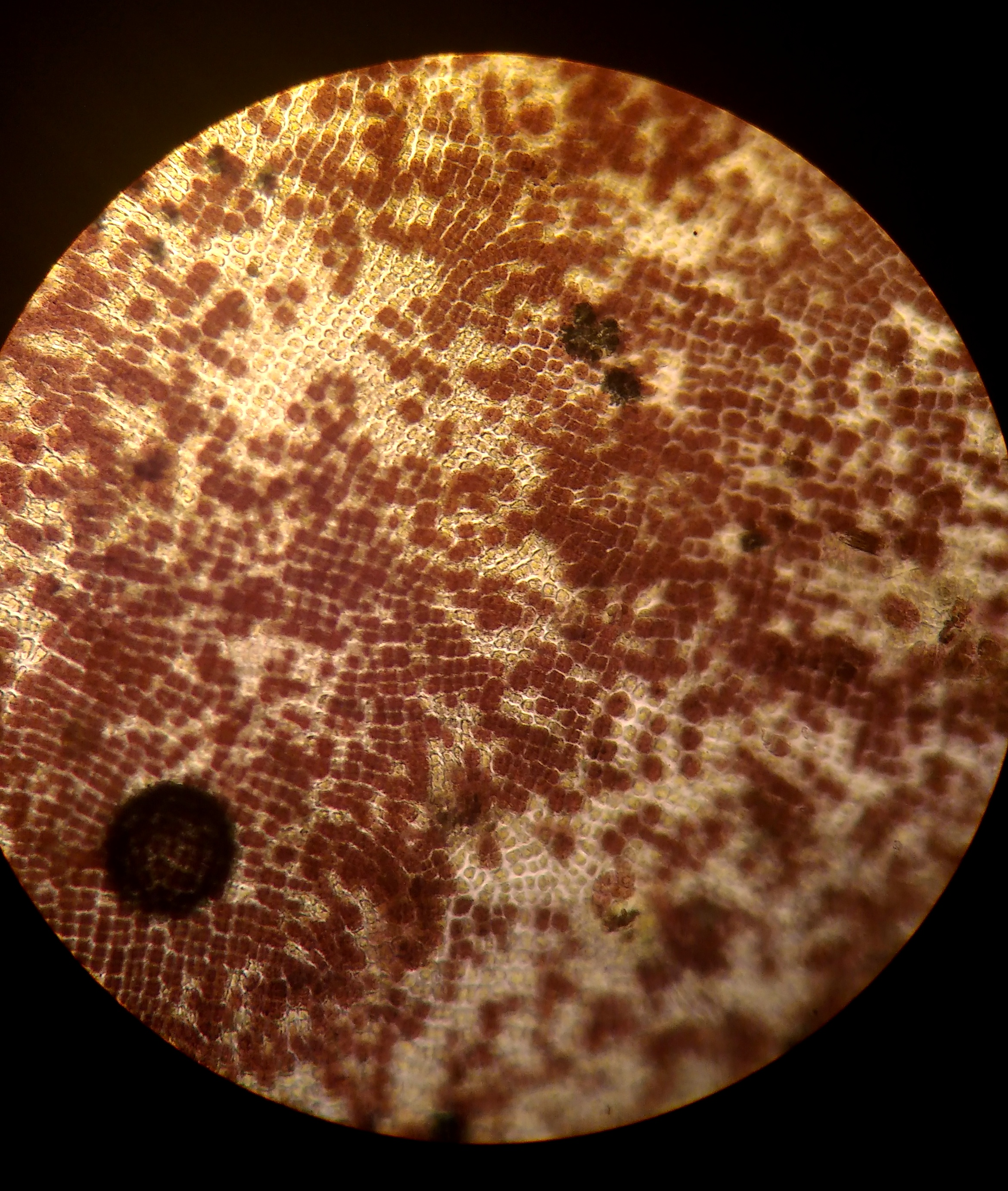
Mikroskopische Aufnahme: Bereiche mit Spermatangien (hell) und mit Zygotosporen (dunkel)

Der Entwicklungszyklus der Purpurtange wurde von der britischen Algenforscherin Kathleen Mary Drew-Baker 1949 an Porphyra umbilicalis aufgeklärt. Der sichtbare Thalluslappen ist der Gametophyt. Die männlichen und weiblichen Gameten werden auf demselben oder auf verschiedenen Exemplaren am Rand des Thallus gebildet (Monözie oder Diözie). Die männlichen Gameten entstehen in gelblich-weißen Paketen (Spermatangien). Die weiblichen Gameten (ohne oder mit Trichogyne) teilen sich nach der Befruchtung mehrfach und bilden Pakete von Zygotosporen, deren Anzahl artspezifisch ist. 
Diese Sporen werden freigesetzt und keimen zu mikroskopisch kleinen, verzweigten Zellfäden aus, welche Conchocelis-Stadium genannt werden, weil man sie bis 1949 für eine eigene Algengattung gehalten hatte. Die Conchocelis-Zellfäden siedeln sich auf den Kalkschalen von Muscheln oder Seepocken an und verankern sich darin. Bei bestimmten Temperaturen und Tageslängen werden an dickeren Seitenästen die Conchosporen gebildet, aus denen wieder die flächigen Purpurtange heranwachsen. Die Meiose kann sowohl im Conchosporangium, in der freigesetzten Conchospore oder erst im flächigen Thalluslappen stattfinden, dieser ist dann eine „genetische Chimäre“ aus diploiden und haploiden Zellen.
Gelegentlich erfolgt auch eine vegetative Vermehrung durch asexuelle Sporen, die ohne Befruchtung neue Thalluslappen bilden.

## Vorkommen

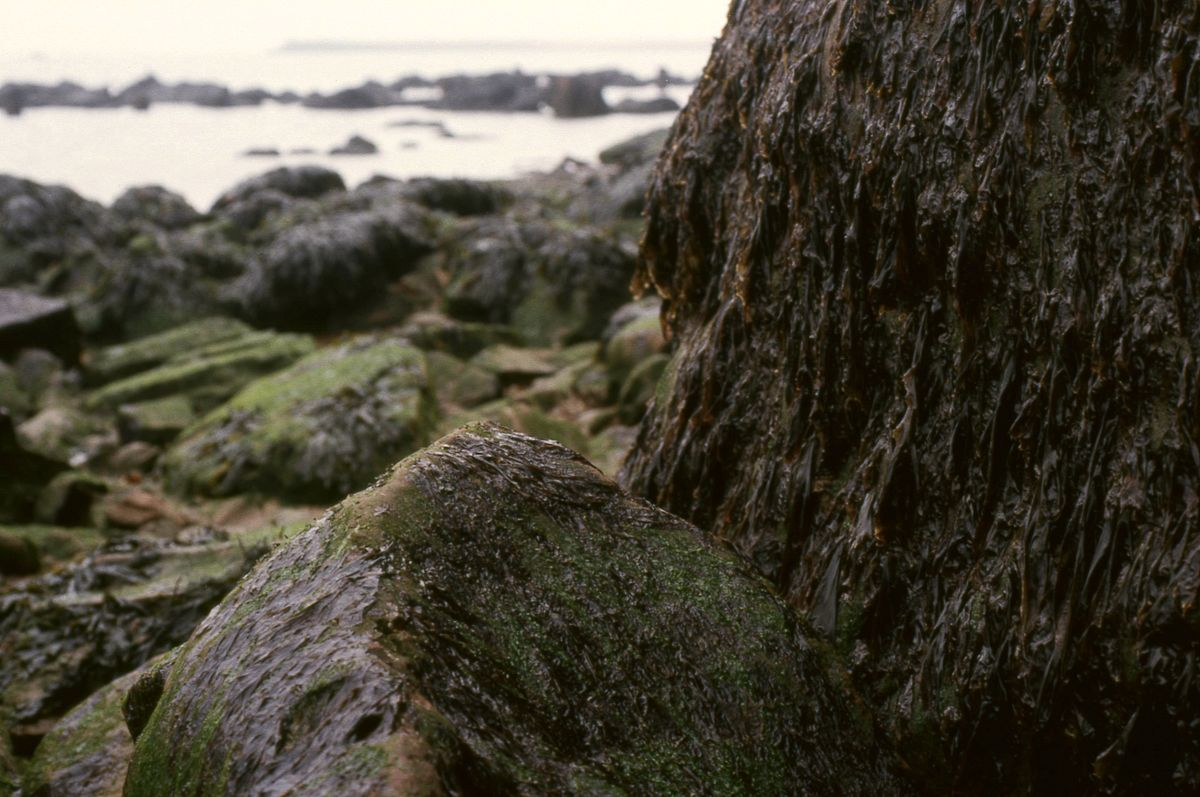
Porphyra umbilicalis (rechts) und Porphyra purpurea (vorne links) bei Ebbe im Felswatt von Helgoland

Die Purpurtange sind an den Meeresküsten weltweit verbreitet und kommen in polaren, gemäßigten und tropischen Meeren vor. Die meisten Arten, also das Diversitätszentrum der Gattung, findet man im Nord-Pazifik.
Sie besiedeln die Küsten von der oberen Gezeitenzone bis zum flachen Sublitoral und wachsen auf Steinen oder epiphytisch auf größeren Algen. Die Blattlappen überleben je nach Art nur einen Sommer oder Winter. Das fädige Conchocelis-Stadium ist wahrscheinlich ausdauernd.

## Systematik
Die wissenschaftliche Erstbeschreibung erfolgte 1824 durch Carl Adolph Agardh (In: Systema Algarum, S. 190). Die Typusart ist Porphyra purpurea. Innerhalb der Rotalgen ist Porphyra eine sehr ursprüngliche Gattung, sie besitzt das einfachste bislang bekannte Plastiden-Genom.
Zur Unterscheidung der Arten sind meistens mikroskopische Merkmale nötig. Wenn der Fundort und Standort bekannt sind, können einige Arten auch mit bloßem Auge bestimmt werden.
Nach molekularbiologischen Untersuchungen erwies sich die sehr artenreiche Gattung als polyphyletisch, bestand also aus nicht näher verwandten Arten, die in konvergenter Entwicklung einfache Thalluslappen entwickelt hatten. Daher wurden viele bisherige Porphyra-Arten 2011 in die Gattungen Boreophyllum, Clymene, Fuscifolium, Lysithea, Miuraea, Pyropia und Wildemania ausgegliedert (siehe Artikel Bangiales). 2020 wurden nochmals einige Arten aus Pyropia ausgegliedert. So gehören jetzt unter anderem folgende wirtschaftlich wichtige Arten nicht mehr zu Porphyra:
- Pyropia yezoensis (Ueda) M.S.Hwang & H.G.Choi, (Syn. Porphyra yezoensis Ueda)
- Pyropia tenera (Kjellman) N.Kikuchi, M.Miyata, M.S.Hwang & H.G.Choi, (Syn. Porphyra tenera Kjellman)
- Pyropia columbina (Montagne) W.A.Nelson, (Syn. Porphyra columbina Montagne)

Die Gattung Porphyra im engeren Sinne umfasst nach AlgaeBase etwa 58 Arten (August 2018).
- Porphyra akasakae A.Miura
- Porphyra angusta Okamura & Ueda
- Porphyra argentinensis M.L.Piriz
- Porphyra atropurpurea (Olivi) De Toni
- Porphyra augustinae Kützing
- Porphyra autumnalis Zanardini
- Porphyra bulbopes (Yendo) Ueda
- Porphyra capensis Kützing
- Porphyra ceylanica J.Agardh
- Porphyra chauhanii C.Anil Kumar & M.V.N.Panikkar
- Porphyra corallicola H.Kucera & G.W. Saunders
- Porphyra delicatula Welwitsch

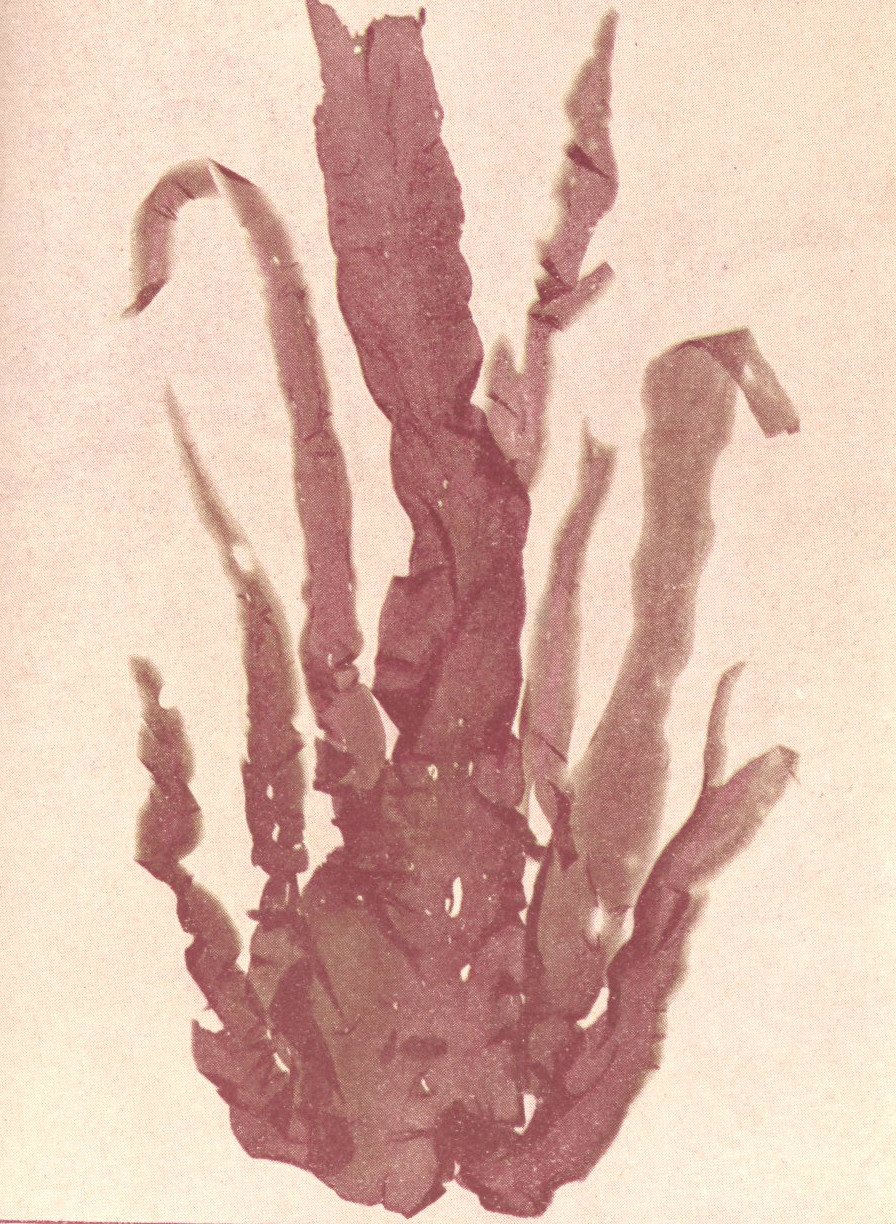
Porphyra linearis

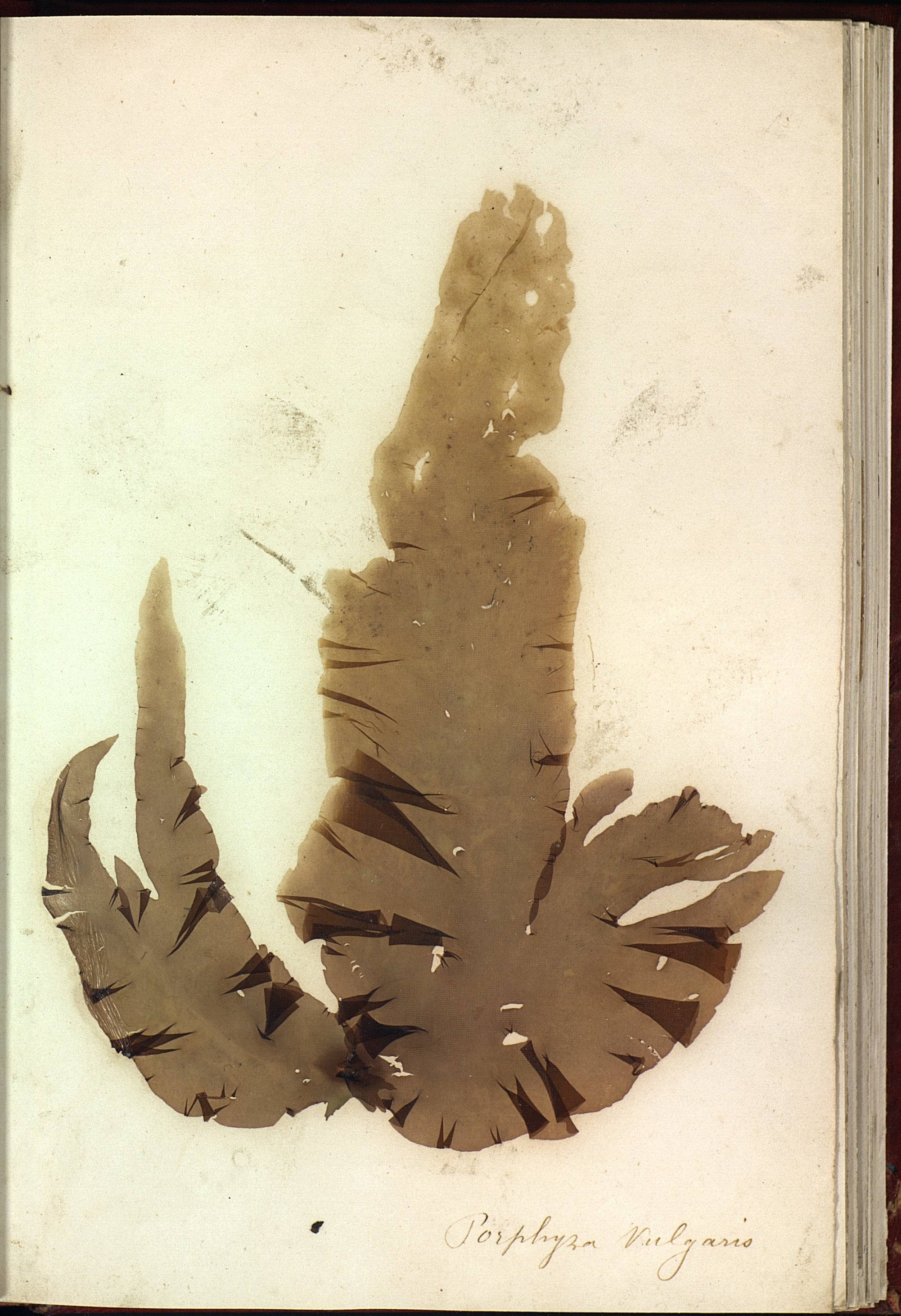
Porphyra vulgaris

- Porphyra dentimarginata Chu Chia-yen & Wang Su-chuan
- Porphyra dioica J.Brodie & L.M.Irvine
- Porphyra drachii Feldmann
- Porphyra fujianensis Zhang & Wang
- Porphyra grateloupicola P.Crouan & H.Crouan
- Porphyra guangdongensis C.K.Tseng & T.J.Chang
- Porphyra inaequicrassa Perestenko
- Porphyra indica V.Krishnamurthy & M.Baluswami
- Porphyra ionae R.W.Ricker
- Porphyra irregularis E.Fukuhara
- Porphyra kanyakumariensis V.Krishnamurthy & M.Baluswami
- Porphyra ledermannii Pilger
- Porphyra linearis Greville
- Porphyra lucasii Levring
- Porphyra maculosa E.Conway
- Porphyra malvanensis Anilkumar & P.S.N.Rao
- Porphyra marcosii P.A.Cordero
- Porphyra marginata C.K.Tseng & T.J.Chang
- Porphyra microphylla Zanardini
- Porphyra monosporangia S.Wang & J.Zhang
- Porphyra mumfordii S.C.Lindstrom & K.M.Cole
- Porphyra njordii P.M.Pedersen
- Porphyra ochotensis Nagai
- Porphyra okamurae Ueda
- Porphyra okhaensis H.V.Joshi, R.M.Oza & A.Tewari
- Porphyra oligospermatangia C.K.Tseng & B.F.Zheng
- Porphyra plocamiestris R.W.Ricker
- Porphyra pujalsiae Coll & E.C.Oliveira
- Porphyra pulchra Hollenberg
- Porphyra punctata Y.Yamada & H.Mikami
- Porphyra purpurea (Roth) C.Agardh, „Purpurblatt“
- Porphyra qingdaoensis C.K.Tseng & B.F.Zheng
- Porphyra ramosissima Pan & Wang
- Porphyra rizzinii Coll & E.C.Oliveira
- Porphyra roseana M.A.Howe
- Porphyra schistothallus B.F.Zheng & J.Li
- Porphyra segregata (Setchell & Hus) V.Krishnamurthy
- Porphyra tanakae Pham Hoang-Ho
- Porphyra tenuis .F.Zheng & J.Li
- Porphyra tristanensis Baardseth
- Nabel-Purpurtang (Porphyra umbilicalis Kützing)
- Porphyra violacea J.Agardh
- Porphyra vulgaris Kützing
- Porphyra woolhouseae Harvey

## Nutzung

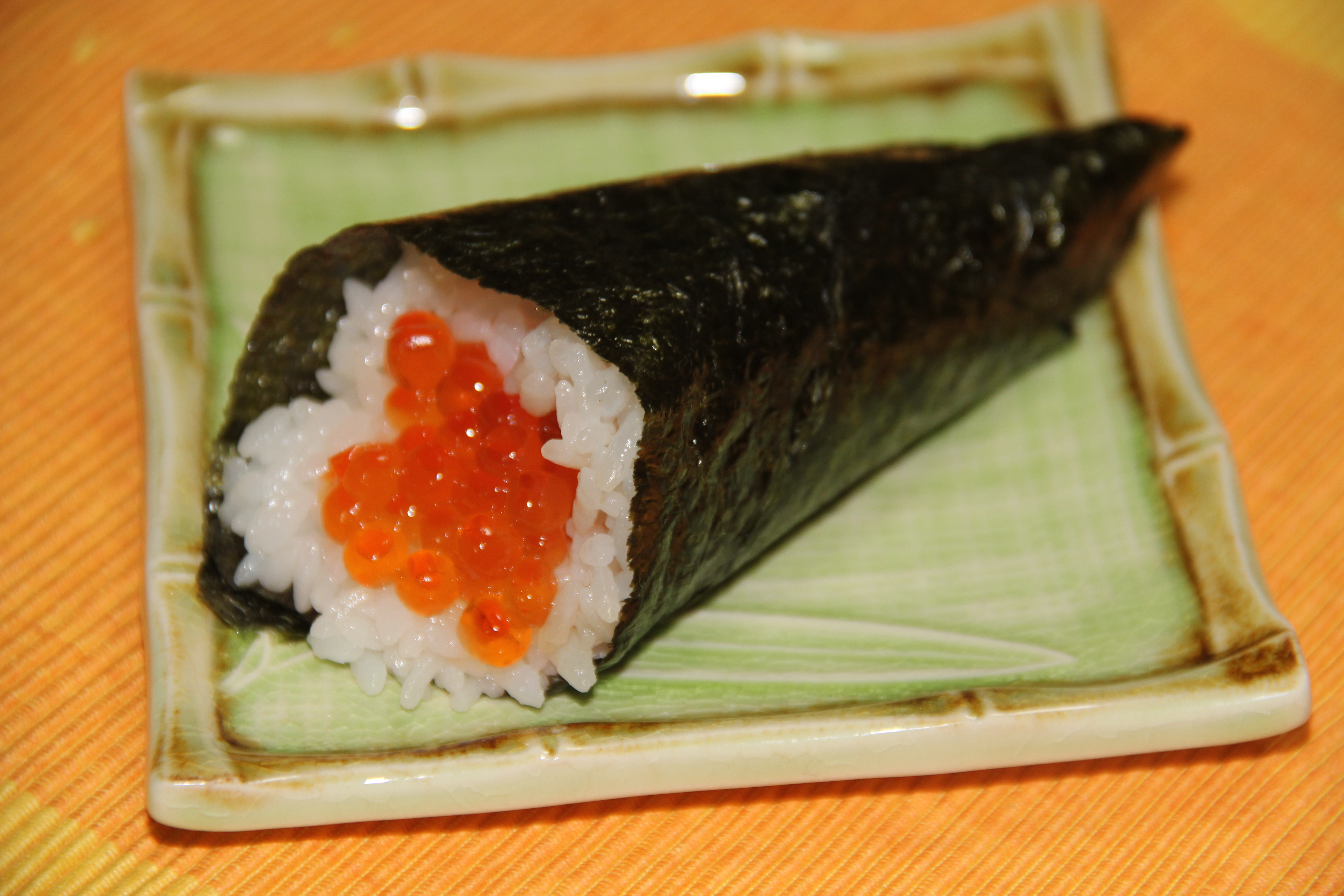
Mit Purpurtang (Nori) umwickeltes Sushi

Fast alle Arten der Purpurtange (Porphyra im weiteren Sinne, inklusive Pyropia) werden als Lebensmittel genutzt. Geerntet wird oft eine Mischung mehrerer Arten. Jährlich werden über eine Million Tonnen Frischmasse geerntet. In Japan sind Purpurtange als „Nori“ bekannt, dort werden insbesondere Pyropia yezoensis und Pyropia tenera in großem Umfang industriell kultiviert. In China werden „Zicai“ und „Haidai“, in Korea „Gim/Kim“ verzehrt. Pyropia columbina wird in Chile als „Luche“ und in Neuseeland als „Karengo“ gegessen. In England und Irland werden Porphyra umbilicalis und verwandte Porphyra-Arten als „Laver“ oder „Sloke“ bezeichnet und in der traditionellen Küche verwendet.
Die Kultur von Purpurtangen begann um 1700 in der Bucht von Tokio. Die Ausbeute war von Jahr zu Jahr sehr unterschiedlich, bis der Generationswechsel und damit die Bedeutung des nur mit dem Mikroskop sichtbaren Conchocelis-Stadiums erkannt wurde. Heute wird diese Generation eigens gezüchtet und damit die Kulturanlagen geimpft. Neben den Hauptanbauländern Japan, Südkorea und China wurden Purpurtange auch versuchsweise an der US-amerikanischen Ost- und Westküste angebaut.
Der Nahrungswert der Purpurtange liegt in ihrem hohen Proteingehalt. Etwa 75 % der Eiweiße und Kohlenhydrate sind von der menschlichen Verdauung nutzbar, was für Algen viel ist. Porphyra umbilicalis enthält außer viel Eiweiß auch die Vitamine A, C, E und B, Mineralstoffe und mehrfach ungesättigte Omega-3-Fettsäuren. Diese Art wird auch als Zusatz für Haustierfutter eingesetzt.
Weitere wirtschaftliche Bedeutung hat die Nutzung von Purpurtangen in der Kosmetikindustrie: Porphyra umbilicalis wird als natürlicher UV-Strahlenschutz in Sonnencremes, gegen lichtbedingte Hautalterung sowie zur Hautpflege verwendet.